# Мария Елизавета Баварская
Мари́я Елизаве́та Бава́рская (нем. Maria Elisabeth in Bayern; 5 мая 1784, Ландсхут — 1 июня 1849, Париж) — баварская принцесса, в замужестве — принцесса Ваграмская, княгиня Невшательская, дочь герцога Вильгельма Баварского и Марии Анны Цвайбрюкен-Биркенфельдской, жена французского маршала времён Первой империи Луи Александра Бертье.

## Биография
Мария Елизавета родилась 5 мая 1784 года в Ландсхуте, в семье Вильгельма Биркенфельд-Гельнхаузенского и Марии Анны Цвайбрюкен-Биркенфельдской. Через два года у девочки появился младший брат, которого назвали Пий Август. Их отец в 1789 году унаследовал от старшего брата пфальцграфство Биркенфельд-Гельнхаузен. В 1799 году он стал герцогом Баварии.
В 1807 году появились слухи о возможном браке Марии Елизаветы с императором Францем II, который был намерен найти себе третью жену. Но уже 9 марта 1808 года состоялась свадьба принцессы с наполеоновским маршалом Луи-Александром Бертье, который имел титулы князя Невшательского и герцога Валанженского. Брак был совершён по прямому указанию императора Наполеона. Дядя Марии Елизаветы, Максимилиан Йозеф, предоставил молодожёнам в качестве резиденции Neue Residenz в Бамберге. В 1809 году Наполеон предоставил Луи-Александру титул принца Ваграмского.
В 1810 году у супругов родился сын. Всего же в семье появилось трое детей:
- Наполеон Александр (1810—1887) — наследный принц Ваграмский, был женат на племяннице шведской королевы Зенаиде Франсуазе Клари, имел сына и двух дочерей.
- Каролина Жозефина (1812—1905) — была замужем за графом де Хатпулом Альфонсом Наполеоном.
- Мария Анна Вильгельмина (1816—1878) — была замужем за Шарлем Луи ле Брюно, третьим герцогом Пьяченцы, имела одну дочь.

После отречения Наполеона Луи-Александр перешёл на службу к Людовику XVIII. Погиб при невыясненных обстоятельствах во время Ста дней 1 июня 1815 года. Восемь с половиной месяцев спустя Мария Елизавета родила младшую дочь, которую назвали Мария Анна Вильгельмина Александрина Елизавета.
Умерла Мария Елизавета через тридцать четыре года после смерти мужа, 1 июня 1849 года.